# Сербский национальный театр

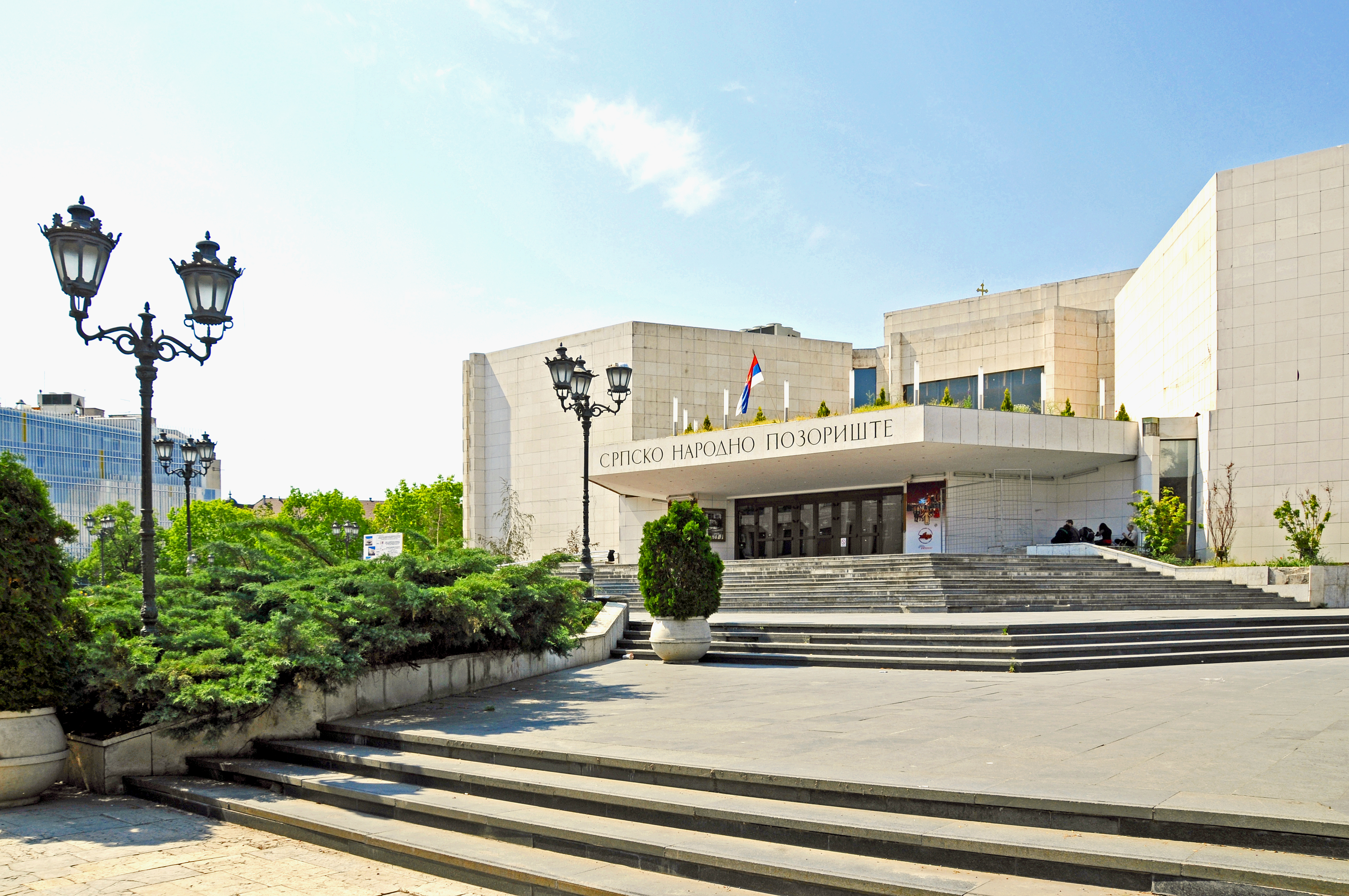

Сербский национальный театр (сербск. Српско народно позориште или Srpsko narodno pozorište) — старейший сербский профессиональный театр. Основан в 1861 году в Нови-Саде на заседании сербского Читального зала. Сербский национальный театр также старейший профессиональный театр среди южнославянских.
Первым генеральным директором Сербского национального театра стал Йован Джорджевич.
Здание, в котором находится театр, открыто в марте 1981 года.